# Turdus helleri
Turdus helleri е вид птица от семейство Turdidae. Видът е критично застрашен от изчезване.

## Разпространение
Видът е разпространен в Кения.